# 阿爾戈斯的阿瑞斯提普斯
阿瑞斯提普斯（希臘語：Ἀρίστιππος）, （约??—前235年）是阿爾戈斯的僭主。
他可能跟皮洛士圍攻阿戈斯時的阿瑞斯提普斯同一人，不然就是有血緣關係。在阿拉圖斯時代，阿瑞斯提普是斯阿爾戈斯僭主，後來於前235年被阿拉圖斯所殺。

## 來源
- Cambridge Ancient History Vol 7.1 Chap 12, Walbank-Macedonia and the Greek Leagues